# Jełmuń (jezioro)
Jełmuń (niem. Allmoyer See) – jezioro w Polsce, w województwie warmińsko-mazurskim, w powiecie mrągowskim, w gminie Sorkwity, a także częściowo w powiecie olsztyńskim, w gminie Biskupiec.

## Położenie i charakterystyka
Jezioro leży na Pojezierzu Mrągowskim, natomiast w regionalizacji przyrodniczo-leśnej – w mezoregionie Pojezierza Mrągowskiego, w dorzeczu Dymer–Dadaj–Pisa–Łyna–Pregoła. Znajduje się 15 km w kierunku zachodnim od Mrągowa, 4 km w kierunku północno-zachodnim od Sorkwit. Nad jego brzegami leżą: Stanclewo (północ), Choszczewo (wschód) i Jełmuń (południe).
Linia brzegowa średnio rozwinięta. Dno piaszczysto-muliste, miejscami kamieniste. Ławica piaszczysta. Brzegi w większości wysokie i pagórkowate, gdzieniegdzie strome. W otoczeniu znajdują się łąki, pola i skupiska drzew.
Zgodnie z typologią abiotyczną zbiornik wodny został sklasyfikowany jako jezioro o wysokiej zawartości wapnia, o małym wypływie zlewni, niestratyfikowane, leżące na obszarze Nizin Wschodniobałtycko-Białoruskich (5b). Jest jednolitą częścią wód Jełmuń o kodzie PLLW30408.
Jezioro leży na terenie obwodu rybackiego jeziora Jełmuń w zlewni rzeki Łyna – nr 26.

## Morfometria
Według danych Instytutu Rybactwa Śródlądowego powierzchnia zwierciadła wody jeziora wynosi 131,4 ha. Średnia głębokość zbiornika wodnego to 4,1 m, a maksymalna – 7,5 m (punkt ten znajduje się w północnej części akwenu). Lustro wody znajduje się na wysokości 161,0 m n.p.m. Objętość jeziora wynosi 5317,3 tys. m³. Maksymalna długość jeziora to 2450 m, a szerokość 800 m. Długość linii brzegowej wynosi 6600 m.
Inne dane uzyskano natomiast poprzez planimetrię jeziora na mapach w skali 1:50 000 opracowanych w Państwowym Układzie Współrzędnych 1965, zgodnie z poziomem odniesienia Kronsztadt. Otrzymana w ten sposób powierzchnia zbiornika wodnego to 117,5 ha.

## Przyroda
W skład rybostanu wchodzą m.in. płoć (przeważa), szczupak, węgorz, leszcz, sandacz i lin. Wśród roślinności przybrzeżnej dominuje trzcina porastająca prawie wszystkie brzegi, miejscami szerokim pasem.
Zgodnie z badaniem z 2003 akwenowi przyznano II klasę czystości. W 2015 stan chemiczny wód oceniono jako dobry, natomiast stan ekologiczny wód oceniano jako słaby, co dało IV klasę jakości wód.